# Moritz von Sala
Moritz von Sala – urzędnik w Królestwie Galicji i Lodomerii, honorowy obywatel Rzeszowa od 28 grudnia 1849 r.
W latach 1830–1832 komisarz w urzędzie cyrkularnym (okręgowym) w Złoczowie, a w latach 40. XIX w. radca gubernialny we Lwowie. W Cyrkule w Rzeszowie w 1849 r. pełnił urząd kreishauptmanna, czyli naczelnika.